# Sogdijan
Sogdijan (perzijsko سغدیانو, Sogdijan) je bil kralj perzijskega Ahemenidskega cesarstva, ki je vladal od leta  424 do 423 pr. n. št., * ni znano, †  423 pr. n. št., Perzepolis, Perzija
Vladal je zelo malo časa. Večina podatkov o njem in njegovi vladavini je znana predvsem iz Ktezijevih besedil. Bil je nezakonski sin kralja Artakserksa I. in njegove priležnice Alogine Babilonske.
Zadnji napis, ki omenja še živega Artakserksa I., je datiran v  24. december 424 pr. n. št. Po njegovi smrti so se za kralja razglasili najmanj trije njegovi sinovi. Prvi je bil Kserks II., ki je bil po poročilih edini Artakserksov zakonski sin in kronski princ. Njegova mati je bila kraljica  Damapsija. Zgleda, da so v Perziji priznali samo njega. Drugi je bil Sogdijan, katerega so morda priznavali v Elamu. Tretji je bil Noh, sin Artakserksa I. in njegove priležnice Kozmartidene Babilonske in  satrap Hirkaniji. Noh je bi poročen s Parisatis, hčerko Artekserksa I. in njegove priležnice Andije Babilonske, ki je bila polsestra vseh treh kandidatov. Prvi napis, ki Noha omenja kot Dareja II., je z 10. januarja 423 pr. n. št.  Zgleda, da so ga kot vladarja priznali v Mediji, Babiloniji in Egiptu.
Kserks II. je vladal samo 45 dni, potem pa so ga med popivanjem  s Farnacijem in Menostanom na Sogdijanov ukaz ubili. Sogdijan je po njegovi smrti domnevno dobil podporo njegovega dela cesarstva. Vladal je šest mesecev in petnajst dni, potem pa se mu je brat Noh uprl, ga ujel in dal usmrtiti z zadušitvijo v pepelu, ker mu je obljubil, da ga ne bo usmrtil niti z mečem niti s trupom ali stradanjem. Noh je ostal edini vladar in kot Darej II. vladal do leta 404 pr. n. št.

## Sklic
1. ↑  Kitto, J (1841). Palestine: the Bible History of the holy land. London. str. 657.

| Sogdijan Ahemenidska dinastijaRojen: ?? Umrl: 423 pr. n. št. |                                                      |                      |
| Predhodnik: Kserks II.                                       | Veliki kralj Perzije 424 pr. n. št. – 423 pr. n. št. | Naslednik: Darej II. |
| Predhodnik: Kserks II.                                       | Faraon Egipta 424 pr. n. št. – 423 pr. n. št.        | Naslednik: Darej II. |